# Vegacervera
Vegacervera è un comune spagnolo di 380 abitanti situato nella comunità autonoma di Castiglia e León.